# Me Me Me
Me Me Me fue una superbanda de britpop de corta duración, solo siendo activo durante el año 1996, integrados por músicos populares del movimiento musical del Britpop.
La banda cuenta con la colaboración del exmiembro de Duran Duran, miembro de Lilac Time y artista solista: Stephen Duffy (voz, guitarra), Alex James de Blur (voz, bajo) con su amigo Charlie Bloor (acreditado como "músico") y Justin Welch de Elastica (batería). El primer, y único sencillo/canción; "Hanging Around", fue lanzado el 5 de agosto de 1996 y alcanzó el número 19 en la lista de sencillos del Reino Unido.
"Hanging Around", fue lanzado como vinilo de 7" (DUFF005) y cassette (DUFF005C), también con un lado b, "Hollywood Wives", y en CD-single cuenta con una tercera pista, "Tabitha's Island" (DUFF005CD). También hubo versiones de promoción lanzada en julio de 1996, de 12 pulgadas (DOLE041) y CD sencillo (DOLE044). 
Los temas fueron grabados originalmente como una banda sonora para la película de Damien Hirst, "Hanging Around".
El tema principal fue producido por la banda. Las otras pistas fueron producidas por Stephen Street.

## Discografía

### Sencillos
| Fecha               | Sencillo         | Tipo      | Canciones                                                   |
| ------------------- | ---------------- | --------- | ----------------------------------------------------------- |
| 5 de agosto de 1996 | "Hanging Around" | CD        | 1. Hanging Around. 2. Hollywood Wives. 3. Tabitha's Island. |
| 5 de agosto de 1996 | "Hanging Around" | CD Promo  | 1. Hanging Around. 2. Hollywood Wives. 3. Tabitha's Island. |
| 5 de agosto de 1996 | "Hanging Around" | Casete    | 1. Hanging Around. 2. Hollywood Wives.                      |
| 5 de agosto de 1996 | "Hanging Around" | 7"        | 1. Hanging Around. 2. Hollywood Wives.                      |
| 5 de agosto de 1996 | "Hanging Around" | 12" Promo | 1. Hanging Around. 2. Tabitha's Island.                     |